# مولشو (تگزاس)
مولشو، تگزاس (به انگلیسی: Muleshoe, Texas) یک شهر در ایالات متحده آمریکا با جمعیت ۵٬۱۵۸ نفر است که در تگزاس واقع شده‌است.

## موقعیت جغرافیایی
موقعیت جغرافیایی شهرها و مناطق اطراف به شرح زیر است: